# Museum of Science and Industry (Chicago)
Das Museum of Science and Industry ist ein Science Center in Chicago.

## Museumsgebäude
Das Museum für Naturwissenschaften und Technikgeschichte liegt in Jackson Park, etwas südlich von Downtown Chicago. Das Museumsgebäude wurde 1893 für die World’s Columbian Exposition gebaut. Als einziges Gebäude der Ausstellung wurde es in Massivbauweise errichtet, weil darin Kunst aus aller Welt gezeigt wurde und das Gebäude deshalb erhöhten Auflagen hinsichtlich des Brandschutzes unterlag. Nach der Ausstellung blieb es so auf Dauer erhalten und ist heute das einzige noch bestehende Gebäude dieser Weltausstellung.
Nach der Ausstellung beherbergte es zunächst das Field Museum of Natural History, das aber 1921 in die Stadtmitte Chicagos umzog. Nach einigen Jahren wurde das Gebäude mit der Unterstützung des Unternehmers Julius Rosenwald renoviert. Der Innenbereich wurde im Stil des Art déco neu gestaltet. 1933 wurde das Museum of Science and Industry im Zuge der Weltausstellung A Century of Progress eröffnet.

## Ausstellung

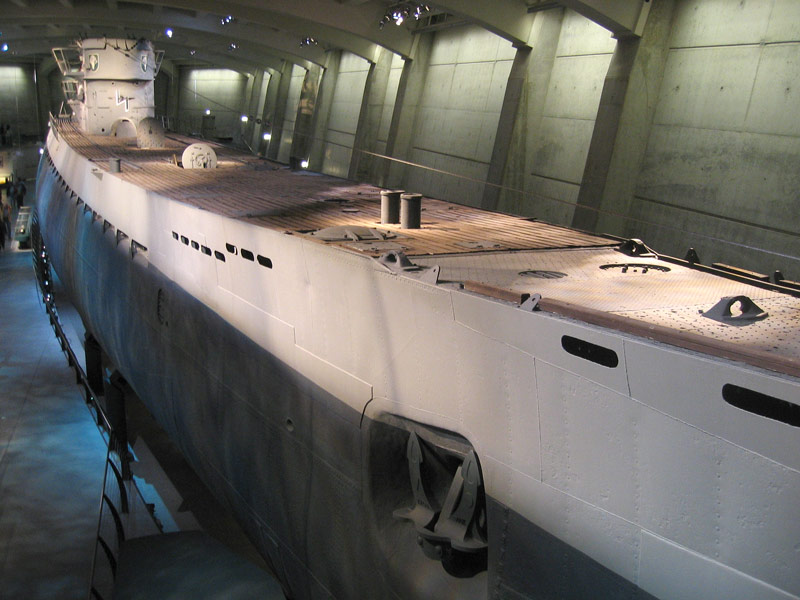
Das U-Boot U 505

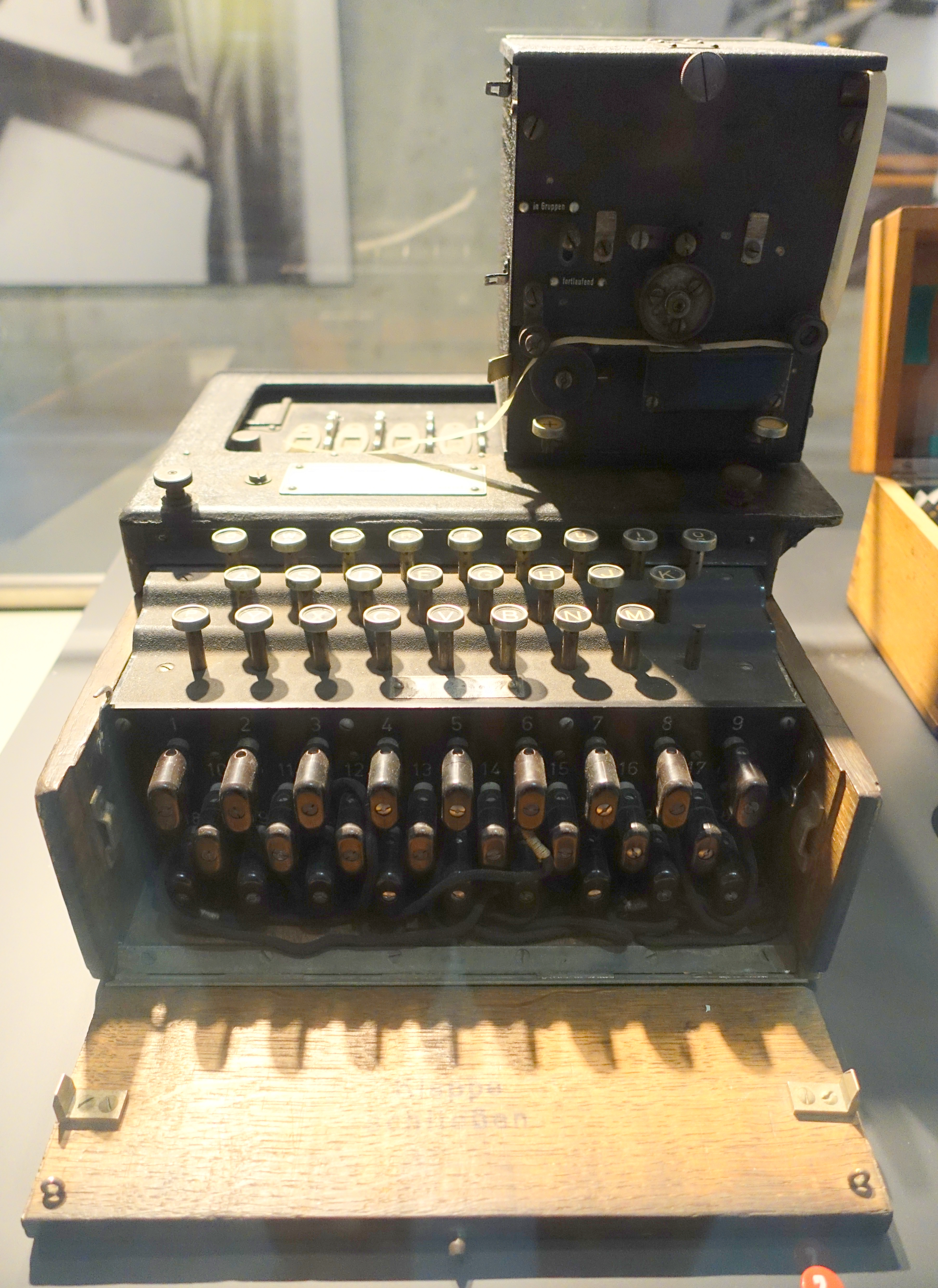
Die aus U 505 erbeutete Enigma-M4 mitsamt dem „Schreibmax“

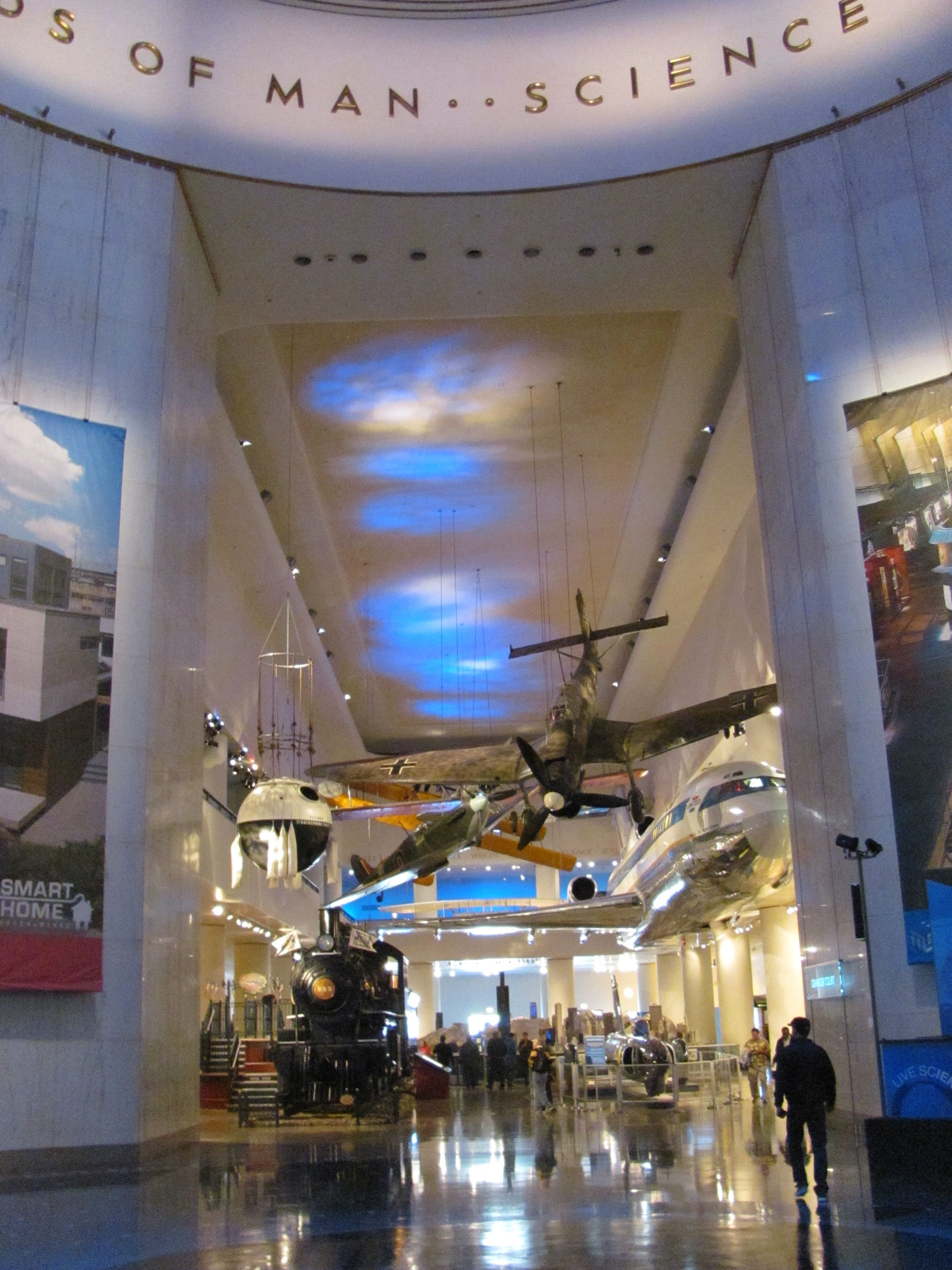
Eine der vier Haupthallen: Verkehr

Rosenwalds Vorstellungen entsprechend wurden viele Ausstellungen interaktiv gestaltet. Bis heute wurde dieses Konzept beibehalten: So kann der Besucher z. B. durch ein Modell des menschlichen Herzens laufen, in der Hall of Communications die Geschichte des Telefons erfahren oder eine nachgebaute Kohlenmine besichtigen. Des Weiteren ist im Museum das deutsche Unterseeboot U 505 zu sehen, das einzige von den USA im Zweiten Weltkrieg von Deutschland erbeutete U-Boot, sowie die NYC Nr. 999, die erste Lokomotive, die eine Geschwindigkeit von 100 Meilen pro Stunde (mph) = 160 km/h erreichte.
Das nach dem Großspender Henry Crown benannte Henry Crown Space Center erlaubt einen Blick in die Kommandokapsel der Apollo 8-Mission und zeigt den Nachbau eines Space Shuttles.
In temporären Ausstellungen waren unter anderem im Jahr 2000 geborgene Stücke der Titanic zu sehen. Auch die Wanderausstellung Körperwelten von Gunther von Hagens war im Museum of Science and Industry zu Gast.
Bis Ende April 2007 war dort Körperwelten 2 ausgestellt, im September 2013 folgte Körperwelten der Tiere.